# Piwonia drzewiasta
Piwonia drzewiasta (Paeonia suffruticosa Andrews) – roślina z rodziny piwoniowatych występująca w górskich i zalesionych rejonach zachodniego Henanu oraz Bhutanu. Jest to jeden z trzech gatunków piwonii, które mają drewniejące pędy. Według niektórych źródeł piwonia drzewiasta (razem z podgatunkami) jest jako jedyna krzewem, gdyż pozostałe gatunki krzewiaste (piwonia Delavaya z podsekcji Delavayanae Stern i Paeonia decomposita Handel – Mazzetti z podsekcji Vaginatae Stern) są w zasadzie półkrzewami. Rośliny te prawie od zawsze związane były z Chinami – tam uprawia się te wspaniałe krzewy już przeszło 2000 lat i tam powstały pierwsze ich odmiany. Piwonie drzewiaste uprawiano także – na mniejszą skalę – w Japonii i Korei. Do Europy pierwsze sadzonki tych krzewów zostały przywiezione w XVI wieku. W Polsce te rośliny nadal są mało rozpowszechnione. Spotkać je można raczej w specjalistycznych kolekcjach i ogrodach botanicznych.

## Morfologia

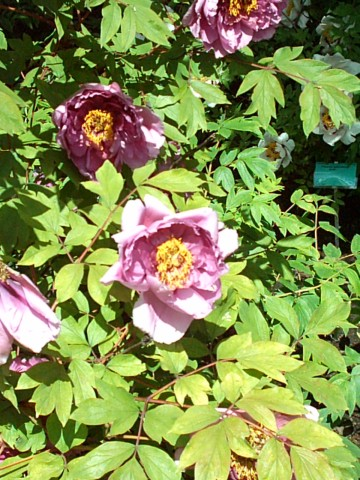
Paeonia suffruticosa Andr. – typowa forma piwonii drzewiastej rosnąca w Ogrodzie Botanicznym w Poznaniu

PokrójRoślina krzewiasta wysokości od 1 – 4 m i takiej samej szerokości. Dzika forma piwonii drzewiastej i jej podgatunki oraz odmiany mają malowniczą koronę w kształcie pagody. Pędy zaś mogą być wzniesione, rozłożyste lub przegięte. Kultywary także mają elegancki pokrój – najczęściej wzniesiony lub rozłożysty. Są roślinami, które rosną wolniej – osiągają więc mniejsze rozmiary (zwykle od 0,5 – 3 m). Piwonie drzewiaste (botaniczne oraz silniej rosnące kultywary) wyglądają wprost monumentalnie – zawdzięczają to swoim okazałym liściom. Okazy wyhodowane z nasienia często wytwarzają pień.
ŁodygaDrewniejąca. Roślina co roku puszcza z pąków szczytowych i kątowych (bocznych) na pniu i gałęziach zielone lub czerwonawe łodygi długości 10 – 30 cm (u starszych roślin na prawie każdej takiej łodydze znajduje się okazały pąk kwiatowy). Kilka tygodni po kwitnieniu zaczynają drewnieć, przybierając barwę najpierw brązowawą, a potem ciemnobrązową. Gałązki dwuletnie mają barwę brązową z domieszką barwy czarnej. Starsze gałęzie są prawie czarne, z łuszczącą się korą.
LiścieSezonowe, nieparzystopierzaste, złożone z mniejszych listków, pod spodem często miękko owłosione. Każdy listek podzielony jest na 2 – 3 głębokie jajowate, wąskojajowate lub eliptyczne i całobrzegie odcinki długości 4,5 – 8 cm, szerokości 2,5 – 7 cm. Ogonki liściowe mają barwę zieloną lub czerwoną – osiągają długość ponad 30 cm! Kolor listków może być zielony (u gatunku), szarozielony albo czerwonawy (u podgatunków, odmian botanicznych i kultywarów). Liście piwonii drzewiastej przebarwiają się jesienią na żółty, purpurowy, nawet amarantowy kolor i opadają razem z ogonkiem liściowym.
KwiatyDuże, osadzone na łodydze, pojedyncze lub podwójne (u kultywarów bardzo często pełne). Zaczynają kwitnąć począwszy od maja. Mają najczęściej pięć eliptycznych przysadek o niejednakowej długości i pięć zielonych szerokojajowatych działek kielicha. Okwiat u dzikiej formy piwonii drzewiastej składa się z 5 – 11 okrągławych, lekko postrzępionych płatków, długości 5 – 8 cm, szerokości 4,2 – 6 cm, barwy różowej, białej, czerwonej lub czerwonej z purpurowym zadmuchem. Nitki pręcikowe zabarwione na kolor różowy lub purpurowy mają długość 1,3 cm, a szerokość 4 mm. Dno kwiatowe ma zabarwienie purpurowe i kształt kolisty. Kwiat ma pięć gęsto owłosionych owocolistków, najczęściej czerwonych.
Ze względu na kwiaty kultywarów i mieszańców piwonie drzewiaste dzielimy na:
- chińskie, powstałe w Chinach; mają bardzo okazałe, pełne kwiaty o średnicy nawet do 30 cm. U wielu odmian pręciki zostały zredukowane do płatków, bardzo często różniących się kształtem, kolorem i wielkością od płatków okwiatu – dlatego więc kultywary chińskie wytwarzają najmniej pyłku kwiatowego,
- chińsko – europejskie, o cechach kultywarów chińskich – powstały jednak przez krzyżowanie odmian chińskich z europejskimi,
- japońskie zwane botanicznymi, powstałe w Japonii i Korei, o kwiatach podwójnych lub pełnych, jedno- lub różnobarwnych. Niektóre przypominają dziką formę piwonii drzewiastej – mają także normalnie wykształcone pręciki i słupki.

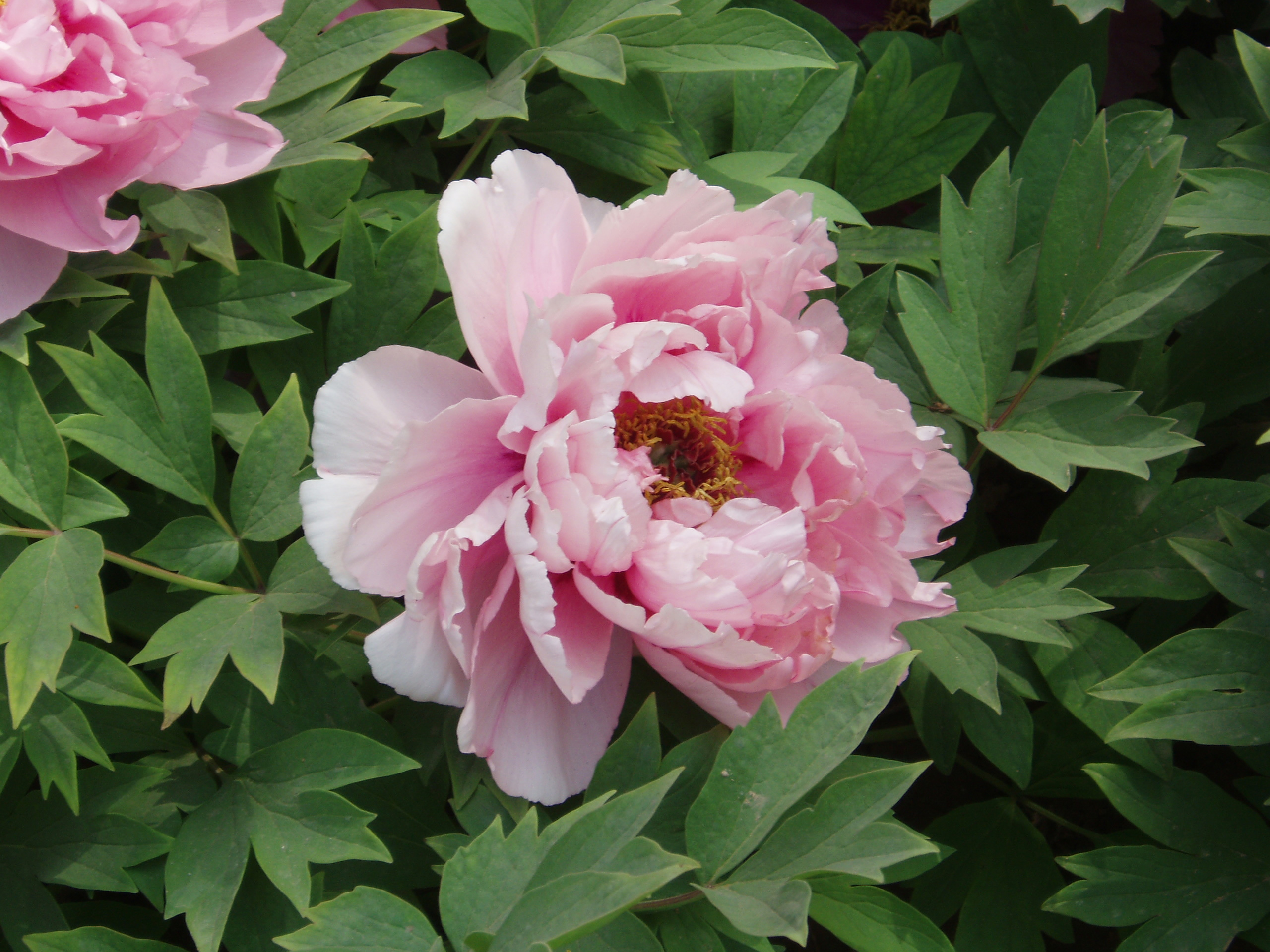
Kultywar chińsko-europejski – forma róży

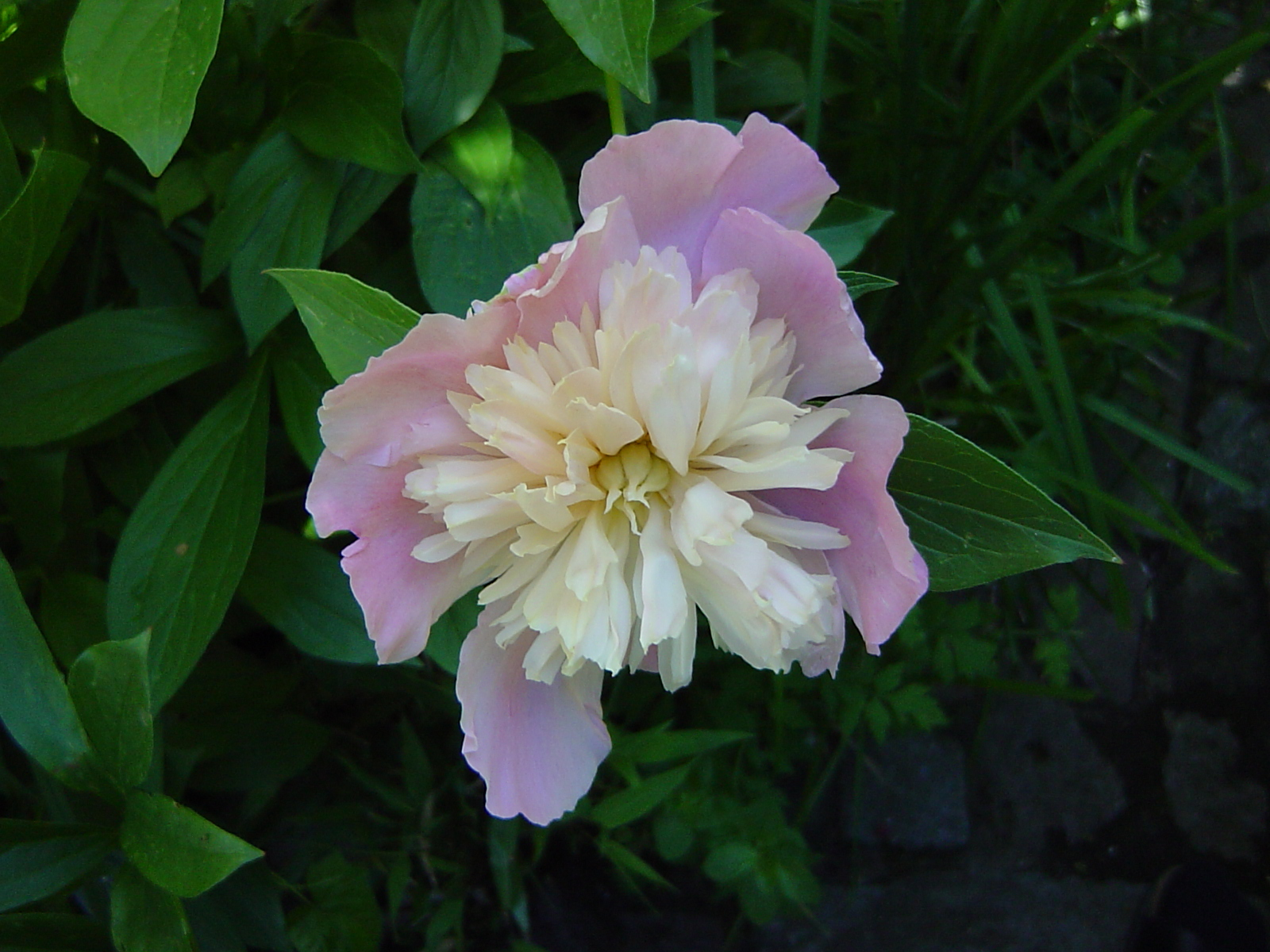
Kultywar chińsko-europejski – forma anemonowa

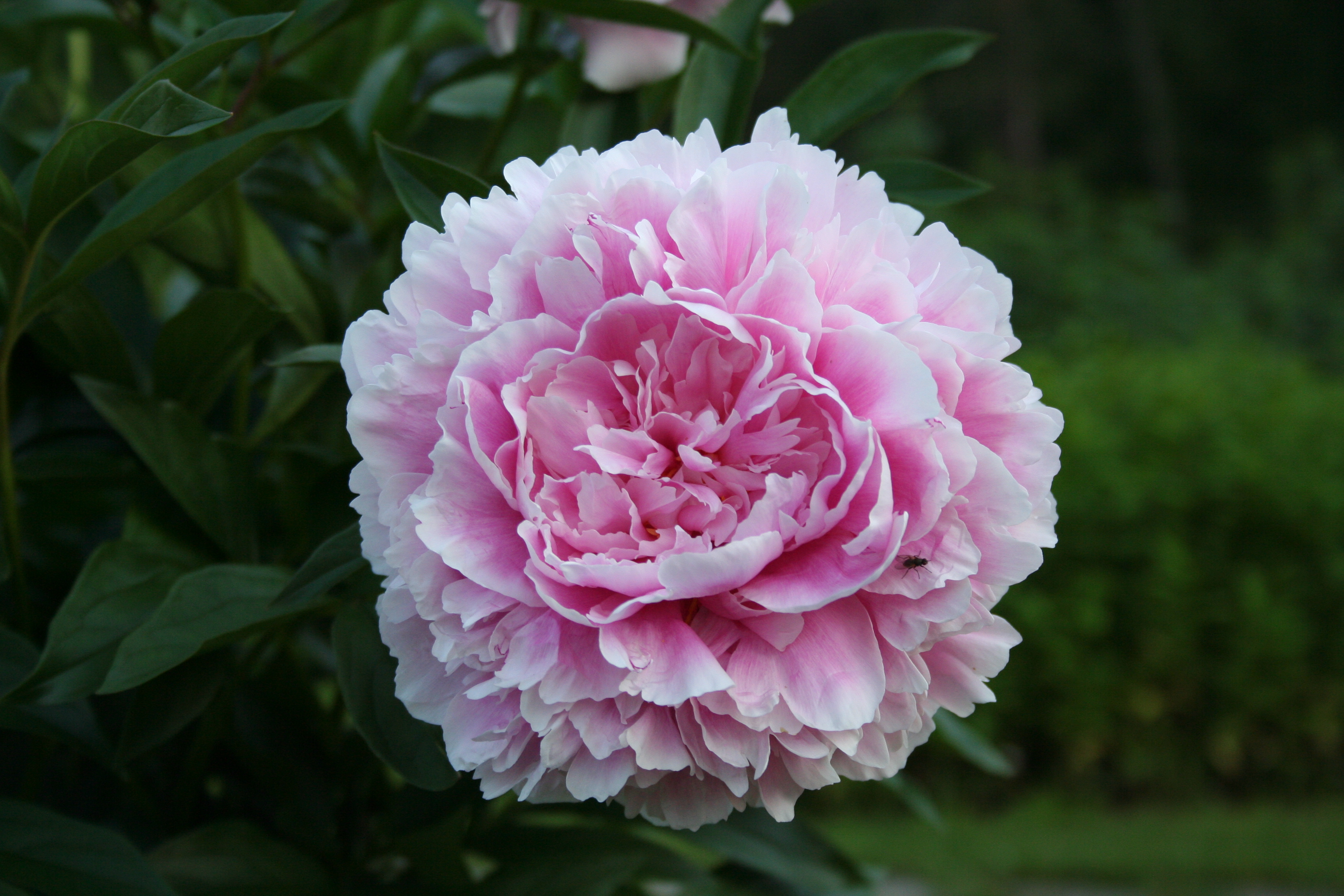
Kultywar chińsko-europejski- forma koronowa

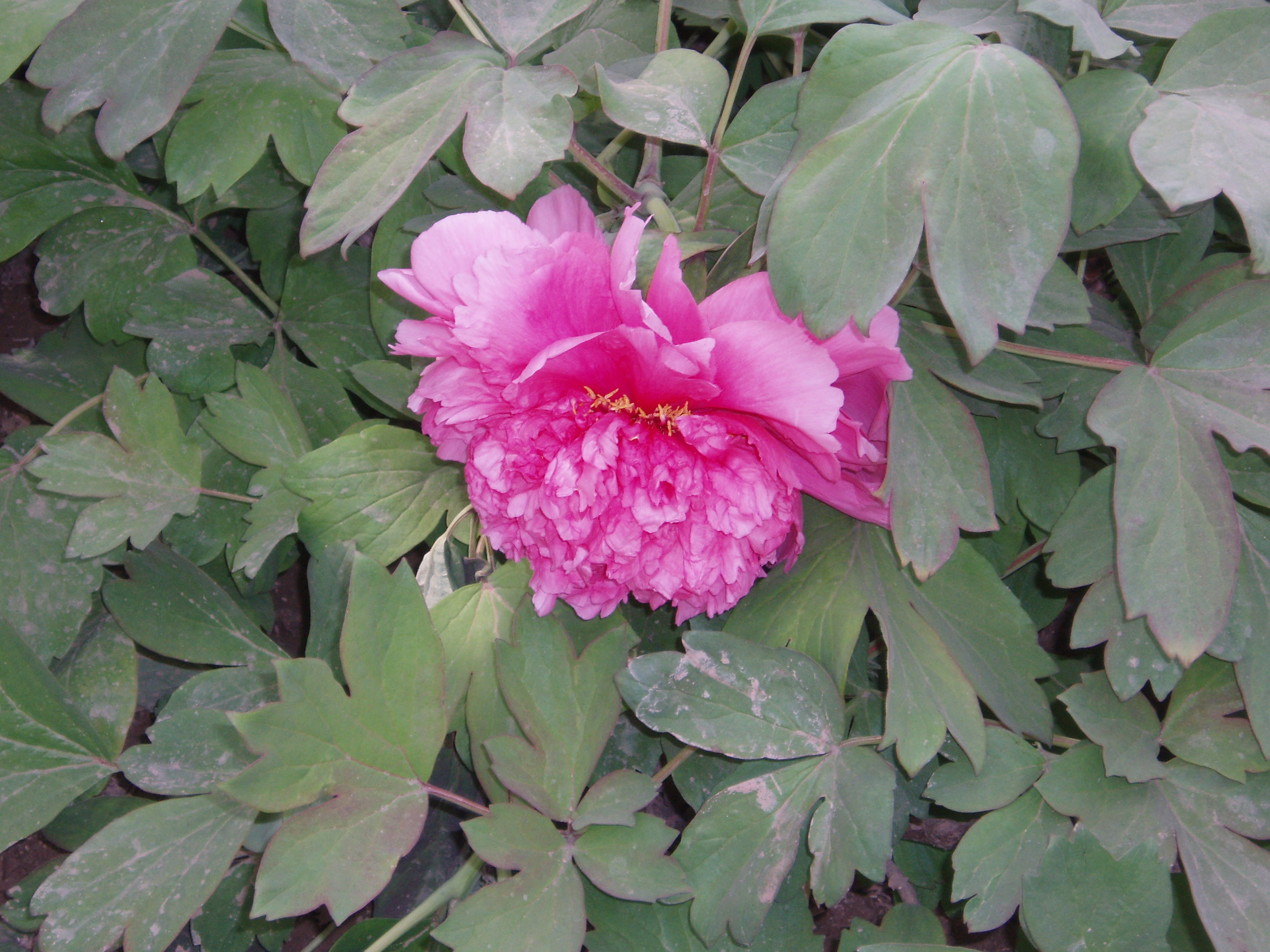
Kultywar chińsko-europejski – forma korony

Piwonie drzewiaste dzielą się także ze względu na formę kwiatów. Wyróżnia się formy:
- lotosu,
- chryzantemy,
- róży,
- anemonu,
- korony.

OwoceOwocami piwonii są prostokątne mieszki zrośnięte ze sobą po 2 – 5 u podstawy. Dojrzewają w sierpniu.
KorzenieZgrubiałe, zdrewniałe i walcowate; sięgają ponad 1 metr w głąb ziemi. Rosną już w temperaturze 6 °C – także w zimie. Bardzo często kultywary piwonii drzewiastej są szczepione na bulwie piwonii chińskiej (Paeonia lactiflora Pallas) lub piwonii lekarskiej (Paeonia officinalis L.). Korzenie tych piwonii bylinowych są odporniejsze na suszę – lepiej więc znoszą transport (piwonie drzewiaste bardzo często są importowane z Chin, Korei, Japonii lub Ameryki). Piwoniowe krzewy nie mogłyby wytrzymać transportu, gdyż ich korzenie są bardzo wrażliwe na suszę. Krzewy szczepione na podkładkach z piwonii bylinowych zakwitają wcześniej (często w 2, 3 roku uprawy).

## Biologia i ekologia
Tropofit rosnący na górskich skałach i klifach, a także w skalistych dolinach rzecznych na wysokości 300 m n.p.m.; często można go spotkać w prześwietlonych lasach górskich oraz zaroślach. Tworzy większe zbiorowiska na glebach żyznych, o odczynie neutralnym lub lekko kwaśnym (pH 6,6 – 7).

## Systematyka i zmienność
Piwonia drzewiasta w naturze często krzyżuje się ze swoimi podgatunkami oraz odmianami. Dlatego wyróżnia się następujące mieszańce:
- piwonię makowatą, zwaną piwonią Yanan (Paeonia x papaveracea Andrews, Bot. Repos.; BPH 224.15, 1806 = Paeonia x yananensis T. Hong & M.R. Li, Bull. Bot. Res., Harbin; BPH /S 182.L, 1992) – mieszańca (według T. Honga) piwonii drzewiastej podgatunku Rocka z podgatunkiem spontanea. W 1806 r. Andrews po znalezieni tej rośliny uznał ją za mieszańca. W 1816 r. – razem z Kernerem – opisał ją jako podgatunek piwonii drzewiastej (Paeonia suffruticosa Andr. var. papaveracea (Andr.) Kerner, Hort. Semperv. 5: t. 473, 1816), co było błędem. Roślina ta została ponownie odkryta 13 maja 1991 r. w Chinach (Yan’an, góry Wanhua, prowincja Shaanxi) w lesie szpilkowym z przewagą bioty wschodniej (Platycladus orientalis (L.) Franco) przez Honga. Została opisana rok później – w 1992 r. – jako Paeonia x yananensis T. Hong & M.R. Li, Bull. Bot. Res., Harbin; BPH /S 182.L, 1992. W tym samym roku Hong C. Zheng opisał tę samą roślinę jako formę piwonii drzewiastej – Paeonia suffruticosa Andr. f. yananensis Hong C. Zheng, Acta Bot. Boreal.-Occid. Sin.; BPH /S 21.L, 1992. Te wszystkie nazwy wniosły pewne zamieszanie w systematyce piwonii makowatej – niewątpliwe pozostaje jedno – na pewno jest mieszańcem;
- Paeonia x baokangensis Z.L. Dai & T. Hong, Bull. Bot. Res., Harbin 17(1): 2-3, f. 2., 1997 – mieszańca (według T. Honga i D. Y. Pana) piwonii drzewiastej podgatunku Rocka i piwonii drzewiastej odmiany qiui. Została znaleziona 2 maja 1996 r. w lesie, w górach Baokang (prowincja Hubei, wieś Houping) na wysokości 1600 m n.p.m. Jako nowy mieszaniec opisana została dopiero w roku 1997[10].

Wyróżnia się następujące podgatunki:
- nominalny (Paeonia suffruticosa Andr. ssp. suffruticosa Andr. Bot. Repos.; BPH. 224.15, 1804; syn.: P. arborea Donn, Hortus Cantabrig., 3rd ed. 102, 1804; P. suffruticosa Andr. var. purpurea Andr., Bot. Rep. 7:t. 448, 1807; P. moutan Sims, Curtis' Bot. Mag. 29: t. 1154, 1808; P. yunnanensis Fang, Acta Phytotax. Sin. 7(4): 306. PI. 61:2, 1958) – podgatunek bardzo podobny do typowej formy piwonii drzewiastej – ma podwójne kwiaty, barwy białej, różowej lub czerwonej, rozwijające się od kwietnia. Jest to jedna z najstarszych roślin uprawnych – już 2000 lat temu, w Chinach znano przeszło sto kultywarów tej piwonii[11]. Pierwsze rośliny sprowadzone do Europy były zapewne odmianami ogrodowymi. Najpierw opisał ten podgatunek Andrews (1804 r.), w tym samym roku Donn, następnie znowu Andrews (1807 r.), potem Sims (1808 r.). W roku 1916 Baily opisał ją jako odmianę ogrodową. Najpóźniej – bo w 1957 r. – opisał ją Fang. Obecnie, prawie każdy kultywar ma za przodka właśnie ten podgatunek. Od typowego gatunku różni się większą skłonnością do hybrydyzacji (niektóre rośliny rosnące w naturze miały kwiaty półpełne lub pełne!). Wiele okazów tej piwonii Baily opisał jako nowe odmiany lub podgatunki – dopiero później jako kultywary. Dlatego ten podgatunek miał następujące nazwy (synonimy): P. suffruticosa Andr. var. roseo-superba (hort.) Baily (późniejsza Paeonia suffruticosa 'Roseo – superba'), P. suffruticosa Andr. var. vittata (Van Houtte) Baily (Paeonia suffruticosa 'Vittata'), P. suffruticosa Andr. var. banksii (Hort.) Baily (Paeonia suffruticosa 'Banksii'), P. suffruticosa Andr. var. rosea (Lodd.) Baily (Paeonia suffruticosa 'Rosea'), P. suffruticosa Andr. var. humei (Hort.) Baily (Paeonia suffruticosa 'Humei'), P. suffruticosa Andr. var. rubro-plena (Hort.) Baily (Paeonia suffruticosa 'Rubro – plena').
- jishanensis (Paeonia suffruticosa Andr. ssp. jishanensis (Hong & Zhao) Halda, Bull. Bot. Res., Harbin; BPH/S 182. L.1992), o liściach podzielonych na trzy ostro zakończone, jajowate odcinki. Kwiaty średnie, barwy białej lub kremowej, rzadziej różowej. Zamieszkuje góry (900 – 1700 m) zachodniego Henanu i południowo-zachodnie Shanxi. Ta roślina uznawana jest za mieszańca piwonii Rocka z piwonią drzewiastą makowatą, ale nadal wierzy się, że jest to podgatunek piwonii drzewiastej, a nawet jakaś uprawna forma piwonii Rocka. Pierwsza wersja może być obalona, gdyż takie rośliny są spotykane w warunkach naturalnych w lasach z domieszką żywotnika.

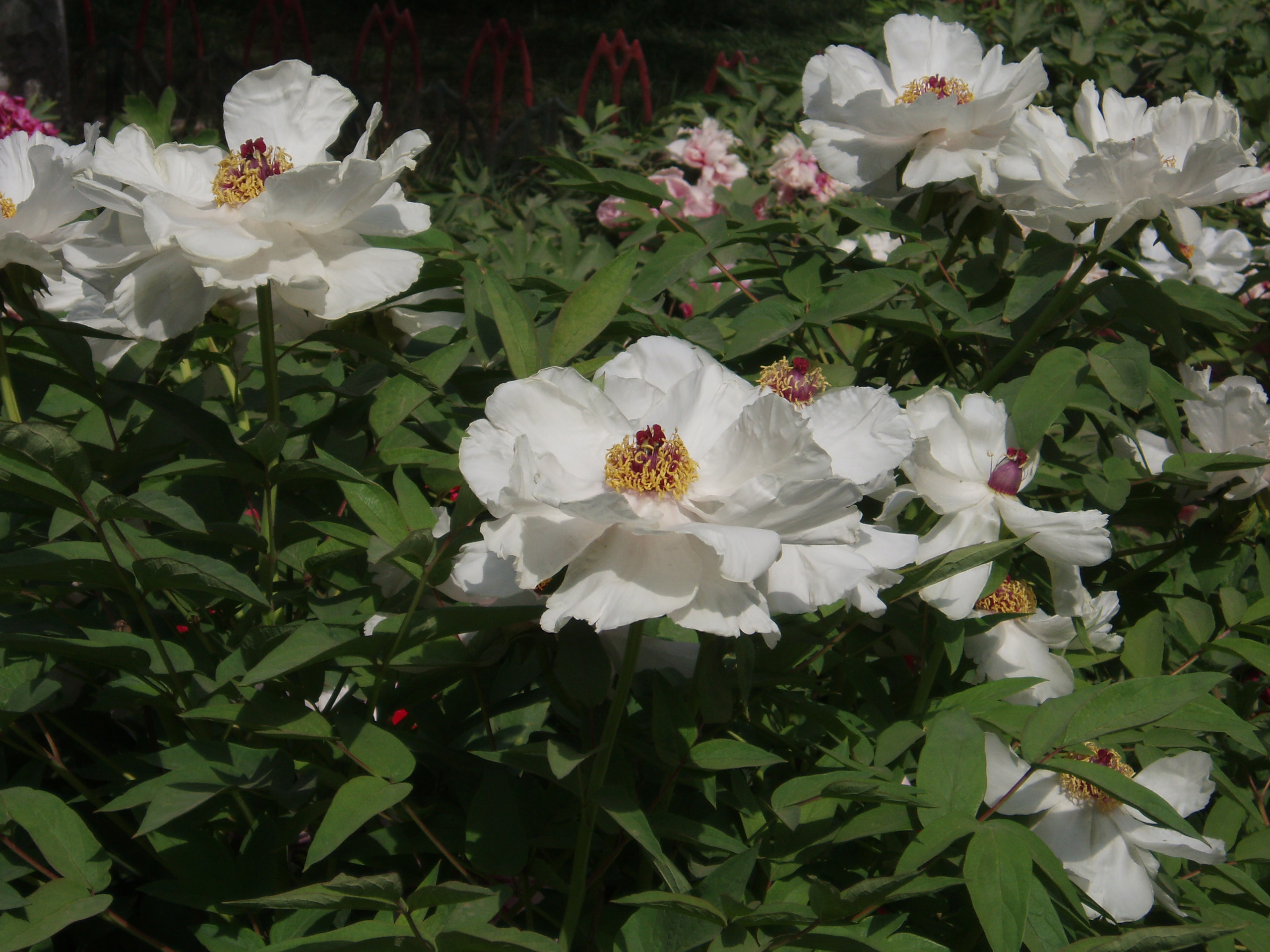
Paeonia suffruticosa Andr. ssp. ostii (Hong & Zhang) Halda, 1992

- ostii (Paeonia suffruticosa Andr. ssp. ostii (Hong & Zhang) Halda, Bull. Bot. Res., Harbin; BPH/S.182. L.1992) o bardzo dużych, białych kwiatach i ciemnozielonym, paprociowatym listowiu, złożonym z dosyć długich, jajowatych i ostro zakończonych liści. Ten podgatunek można spotkać w górskich lasach Chin (zachodni Henan, Anhui, Hubei, Shanxi i Syczuan). Ma on jedną, bardzo elegancką odmianę – lishizhenii (Paeonia suffruticosa Andr. ssp. ostii (Hong & Zhang) Halda var. lishizhenii Shen,  Acta Phytotax. Sin. 35(4): 360 . 1997), która ma bardziej szerokie liście i kwiaty z trochę mniejszą liczbą płatków.

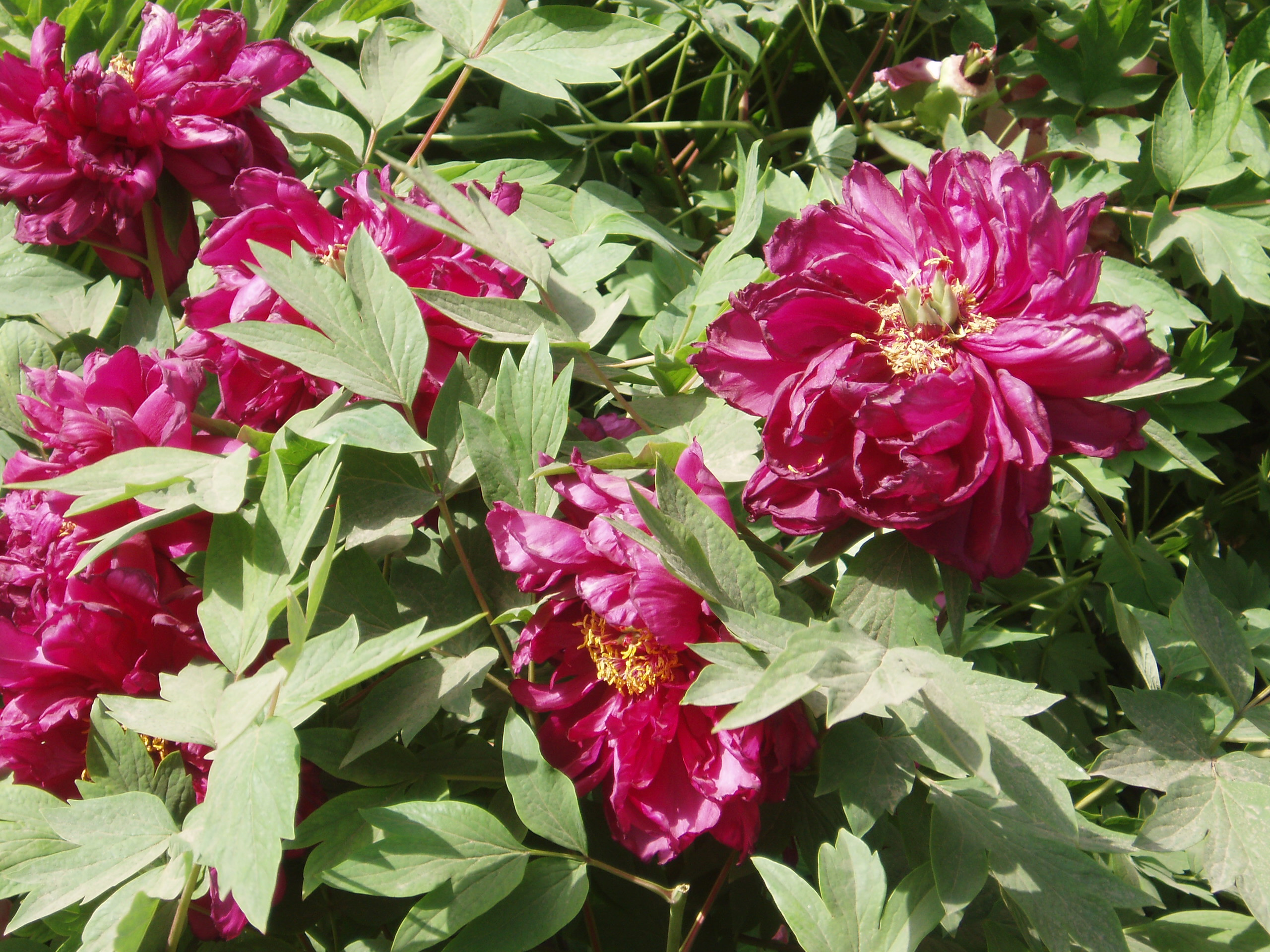
Paeonia suffruticosa Andr. ssp. suffrutucosa Andr., 1804

- Rocka (Paeonia suffruticosa Andr. ssp. rockii (Haw & Lauener) Hong & Li, Edinburgh J. Bot.1990), o kwiatach bardzo dużych, białych, różowych lub czerwonych z kilkoma kasztanowymi plamami u nasady płatków. Ma ona liście zielone, często z sinawym odcieniem, podzielone na trzy do dziewięciu eliptycznych części. Występuje w prześwietlonych lasach południowego Gangsu, zachodniego Henanu i Hubeiu oraz centralnego i południowego Shanxi na wysokości 1100 – 2800 m. Została znaleziona w 1926 roku przez J. Rocka koło klasztoru buddyjskiego Choni w prowincji Gangsu. Została opisana późno, bo dopiero w 1990 jako podgatunek piwonii drzewiastej. Dwa lata później uznano ją za odrębny gatunek, który ma jeden podgatunek – rockii (Paeonia rockii (Haw & Lauener) Hong & Li ssp. rockii (Haw & Lauener) Hong & Li, Bull. Bot. Res., Harbin 12(3): 227 – 228, f. 4..1992). W 1998 roku opisano kolejny, drugi podgatunek – taibaishanica (Paeonia rockii (Haw & Lauener) Hong & Li ssp. taibaishanica Hong, Acta Phytotax. Sin.; BPH 48. 06.1998). Jednak te dwa podgatunki nie różnią się niczym od piwonii drzewiastej Rocka.

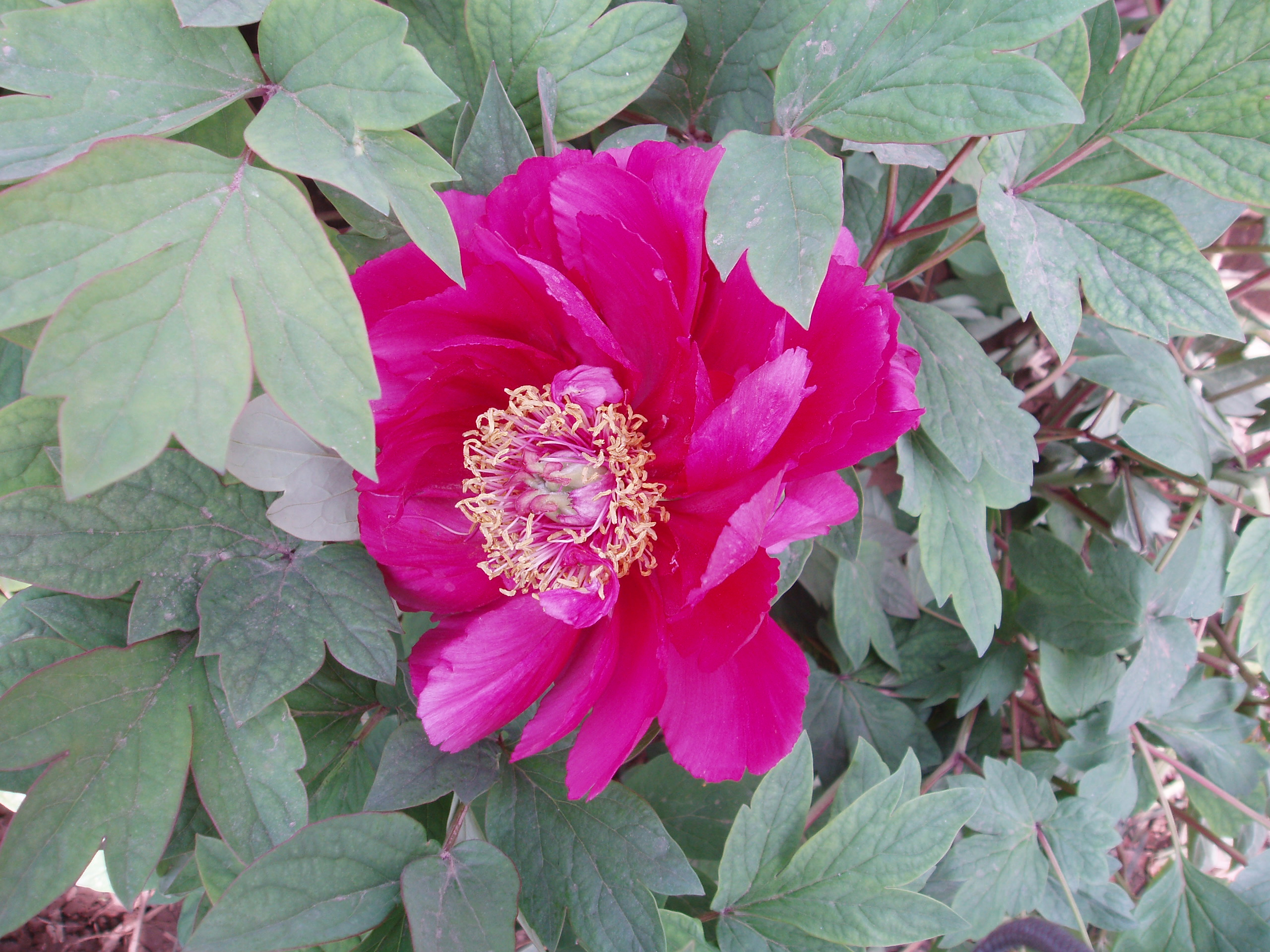
Paeonia suffruticosa Andrews ssp. yinpingmudan Hong, Pan et Xie var. henanensis Shen

- yinpingmudan (Paeonia suffruticosa Andr. ssp. yinpingmudan Hong, Pan et Xie, Acta Phytotax. Sin.; BPH 48.06.1998) o bardzo dużych, białych kwiatach. Jej liście podzielone są na dwa odcinki eliptyczne i ostro zakończone oraz jeden środkowy – podzielony na dwie, trzy części także eliptyczne i ostro zakończone. Występuje ona na skałkach wysokości 300 m, w centralnym Anhui i zachodnim Henanie. Ma ona jedną odmianę o kwiatach czerwonych i liściach ciemniejszych, czyli odmianę henanensis (Paeonia suffruticosa Andr. ssp. yinpingmudan Hong, Pan et Xie var. henanensis Shen). Piwonie drzewiastą z podgatunku yingpingmudan uważa się także za osobny gatunek – Paeonia yinpingmudan Hong.
- qiui (Paeonia suffruticosa Andr. var. qiui (Pei & Hong) Halda, Acta Phytotax. Sin.; BPH 48.(6).1995), o liściach z czerwonawym odcieniem, eliptycznych lub podzielonych na trzy eliptyczne odcinki. Kwiaty duże, barwy różowej. Występuje ona na cienistych skałkach i w prześwietlonych lasach górskich Chin (1000 – 2200 m) zachodniego Henanu i Hubeiu. Możliwe jest że ta piwonia, skrzyżowana z piwonią Rocka dała nowy gatunek – Paeonia x baokangensis Dai et Hong, Bull. Bot. Res., Harbin 17(1): 2 – 3.f. 2.1997 species nova.

Wybrane kultywary :
- 'Hu Hong' – kultywar chiński. Wywodzi się zapewne z piwonii drzewiastej purpurowej. Kwiaty różowo – purpurowe, forma koroniasta lub półpełna. Liście większe niż u podgatunku purpurowego.
- 'Lu He Hong' – kultywar chiński, wyselekcjonowany z typowej piwonii drzewiastej. Kwiaty pełne, różowe, z widocznymi żółtymi pręcikami. Liście nieco większe niż u gatunku.
- 'Da Hong Bao Zhu' – kultywar chiński. Wywodzi się z piwonii drzewiastej. Kwiaty czerwone, pełne, forma lotosu. Liście węższe niż u gatunku.
- 'Rou Fu Rong' – kultywar chiński. Wyselekcjonowana z piwonii drzewiastej lub z jej podgatunku yinpingmudan. Kwiaty różowe, z widocznym żółtym środkiem, pełne, forma chryzantemy. Liście jak u podgatunku yinpingmudan.
- 'Yin Hong Qiao Dui' – kultywar chiński, wyselekcjonowany z piwonii drzewiastej. Kwiaty różowe, z widocznymi pręcikami, pełne, forma róży.
- 'Luo Yang Hong' – kultywar chiński. wyselekcjonowany z piwonii drzewiastej purpurowej. Kwiaty pełne, purpurowe, z widocznymi pręcikami, pełne, forma róży. Liście większe niż u podgatunku.
- 'Lan Bao Shi' – kultywar chiński, wyselekcjonowany z piwonii drzewiastej makowatej. Kwiaty lawendowe, jaśniejące ku wierzchowi. Liście większe niż u podgatunku.
- 'Er Qiao' – kultywar chiński. Wywodzi się z piwonii drzewiastej. Kwiaty różnobarwne – różowe, białe, purpurowe, forma róży. Liście większe niż u gatunku.
- 'Feng Dan Bai' – wyjątek wśród białych kultywarów chińskich – kwiaty mają formę pojedynczą. Wywodzi się od piwonii drzewiastej makowatej. Liście większe niż u podgatunku.
- 'Guan Shi Mo Yu' – kultywar chiński. Wywodzi się zapewne z podgatunku yinpingmudan i jego odmiany henanensis. Kwiaty purpurowe, prawie czarne – forma koronowa. Liście większe niż u podgatunku.
- 'Mikasayama' – kultywar koreański. Wywodzi się zapewne z piwonii drzewiastej. Kwiaty różowe, pojedyncze. Brzegi płatków jaśniejsze. Liście mniejsze niż u gatunku.
- 'Shimadaijin' – kultywar japoński, wyselekcjonowany z piwonii drzewiastej purpurowej. Kwiaty bordowe, pełne, forma róży. Liście większe niż u podgatunku.
- 'Kamata – nishiki' – kultywar japoński, wyselekcjonowany z piwonii drzewiastej. Kwiaty różowe – forma róży. Liście mniejsze niż u gatunku.
- 'Imamurasaki' – kultywar japoński, wyselekcjonowany z piwonii drzewiastej. Kwiaty pojedyncze, ciemnoróżowe lub fioletowe. Liście mniejsze niż u podgatunku.
- 'Hatsugarasu' – kultywar japoński, wyselekcjonowany z podgatunku yinpingmudan i jego odmiany henanensis. Kwiaty półpełne, prawie czarne – forma róży. Liście większe niż podgatunek.
- 'Souvenir de Maxime Cornu Kinkaku' – kultywar chińsko-europejski. Wywodzi się z piwonii drzewiastej. Kwiaty pełne – żółte. Brzegi kwiatu różowe. Liście większe niż u gatunku.

## Nazwa
Polska nazwa rodzajowa – "piwonia", pochodzi zapewne od nazwy łacińskiej Paeonia. Łacińska nazwa rodzajowa wzięła swój początek od greckiej nazwy – paionia. Grecka nazwa pochodzi od przydomka Apolla – Paion, który uleczył piwonią Hadesa. Znana jest także spolszczona nazwa tej rośliny – peonia. Nosi przydomek "drzewiasta" lub "krzewiasta", ponieważ ma drewniejące pędy.

## Zastosowanie
- Roślina lecznicza:
  - Surowiec zielarski: kora piwonii drzewiastej (Cortex Paeoniae Suffruticosae).
  - Działanie: pomaga w zwalczaniu guzków krwawniczych, łagodzi zaparcia oraz bóle miesiączkowe.
- Sztuka kulinarna: płatki kwiatów są używane do wyrabiania konfitur cukrowych.

## Choroby
Roślina najodporniejsza z rodzaju piwonia, ale kultywary mogą być atakowane przez szarą pleśń (Botrytis cinerea). Grzyb ten pokrywa białą grzybnią w postaci plam liście i kwiaty. Zwalczać go można kilkakrotnymi, cotygodniowymi opryskami fungicydami (np. Biosept, Kaptan).